# Бона (співачка)
У цьому корейському імені прізвище (Кім) стоїть перед особовим ім'ям.
Кім Джійон (кор. 김지연, 金知姸; нар. 19 серпня 1995), більш відома під сценічним псевдонімом Бона, — південнокорейська співачка та акторка. Вона є учасницею південнокорейсько-китайського жіночого гурту WJSN, а також його підрозділу WJSN The Black. Вона дебютувала в драмі «Топ хіт» (2017) каналу KBS2 і була обрана на головну жіночу роль у підлітковій драмі «Дівоче покоління 1979» (2018). Нещодавно Бона отримала визнання завдяки ролі чемпіонки світу та золотої медалістки з фехтування Ко Ю Рім у драмі «Двадцять п’ять, двадцять один» (2022) каналу tvN, а також принцеси Йон Джу в драмі «Чосонський адвокат» (2023) каналу MBC.

## Молодість і освіта
Бона народилася 19 серпня 1995 року в районі Тальсо, Тегу, Південна Корея.

## Кар'єра

### До дебюту
Бона була стажером у CUBE Entertainment, перш ніж приєднатися до Starship Entertainment у 2013 році.

### 2016–тепер: дебют із WJSN та сольна діяльність
15 грудня 2015 року стало відомо, що вона стала членом WJSN та його підгурту Wonder Unit, а 25 лютого 2016 року дебютувала з ними, коли вони випустили свій дебютний мініальбом «Would You Like?» і сингл «MoMoMo».
У 2017 році вона дебютувала в драмі «Топ хіт» каналу KBS2 і була обрана на головну жіночу роль у підлітковій драмі «Дівоче покоління 1979». У 2018 році вона знялася в епізодичній ролі в «Радіо „Романтика“», перед тим, як отримала свою другою головну роль в «Ваш помічник по дому». Було оголошено, що Бона приєдналася до акторського складу телеперадачі «Закон джунглів на Північних Маріанських островах».
У 2020 році Бона приєдналася до драми «Домашня історія кохання» каналу KBS2, зігравши роль Лі Хе Дин. Вона отримала нагороду «Найкращу нова акторка» на церемонії вручення Премії KBS драма 2020 за свою роль у серіалі.
У 2022 році Бона стала відомою завдяки своїй ролі чемпіонки світу та золотої медалістки з фехтування разом з Кім Тхе Рі та Нам Чу Хьок у драмі «Двадцять п’ять, двадцять один» каналу tvN. Драма стала однією з найпопулярніших корейських драм в історії кабельного телебачення.
Після конфліктів із розкладом під час зйомок серіалу «Двадцять п'ять, двадцять один», Бона приєдналася до гурту WJSN у третьому раунді конкурсного шоу «Королевство» каналу Mnet, який гурт зрештою виграла в червні 2022 року.

## Дискографія

### Поява у саундтреках
| Назва                                                           | Рік  | Пікова позиція в чартах | Пікова позиція в чартах | Альбом                       |
| Назва                                                           | Рік  | КОР                     | КОР                     | Альбом                       |
| Назва                                                           | Рік  | Gaon                    | Hot                     | Альбом                       |
| --------------------------------------------------------------- | ---- | ----------------------- | ----------------------- | ---------------------------- |
| «With» (з Чхве Хьон Ук, Кім Тхе Рі, Лі Джу Мьон та Нам Чу Хьок) | 2022 | 40                      | 54                      | «Twenty-Five Twenty One OST» |

## Фільмографія

### Телесеріали
| Рік       | Назва                           | Роль        | Замітки         | Мережа | Прим.         |
| --------- | ------------------------------- | ----------- | --------------- | ------ | ------------- |
| 2017      | «Топ хіт»                       | То Хє Рі    |                 | KBS2   | [ 23 ] [ 24 ] |
| 2017      | «Дівоче покоління 1979»         | Лі Чон Хі   |                 | MBC    | [ 25 ] [ 26 ] |
| 2018      | «Радіо „Романтика“»             | Діджей Джей | Камео (серія 3) | KBS2   | [ 27 ]        |
| 2018      | «Ваш помічник по дому»          | Ім Та Йон   |                 | KBS2   | [ 28 ] [ 29 ] |
| 2020–2021 | «Домашня історія кохання»       | Лі Хе Дин   |                 | KBS2   | [ 30 ]        |
| 2022      | «Двадцять п’ять, двадцять один» | Ко Ю Рім    |                 | tvN    | [ 16 ] [ 31 ] |
| 2023      | «Чосонський адвокат»            | Лі Йон Джу  |                 | MBC    | [ 32 ]        |

### Вебсеріали
| Рік  | Назва            | Роль       | Платформа | Прим.  |
| ---- | ---------------- | ---------- | --------- | ------ |
| 2024 | «Гра „Піраміда“» | Сон Су Джі | TVING     | [ 33 ] |

### Телевізійні шоу
| Рік  | Назва                                              | Роль                        | Мережа | Прим.         |
| ---- | -------------------------------------------------- | --------------------------- | ------ | ------------- |
| 2018 | «Закон джунглів на Північних Маріанських островах» | Учасниця акторського складу | SBS    | [ 14 ] [ 13 ] |

## Нагороди та номінації
| Церемонія нагородження               | Рік  | Категорія                                                                        | Номінант / Робота                               | Результат | Прим.         |
| ------------------------------------ | ---- | -------------------------------------------------------------------------------- | ----------------------------------------------- | --------- | ------------- |
| Премія азійський артист              | 2022 | Нагорода за популярність (актори)                                                | Бона                                            | Номінація | [ 34 ]        |
| Премія азійський артист              | 2022 | Нагорода за найкращу акторську гру                                               | «Двадцять п’ять, двадцять один»                 | Перемога  | [ 35 ]        |
| Премія «Бренд року»                  | 2021 | Найкраща айдол-акторка року                                                      | Бона                                            | Перемога  | [ 36 ] [ 37 ] |
| Премія KBS драма                     | 2017 | Найкраща нова акторка                                                            | «Топ хіт», «Дівоче покоління 1979»              | Номінація | [ 38 ]        |
| Премія KBS драма                     | 2017 | Нагороди за майстерність, Найкраща акторка одноактної/спеціальної/короткої драми | «Дівоче покоління 1979»                         | Номінація | [ 39 ]        |
| Премія KBS драма                     | 2018 | Найкраща пара                                                                    | Бона (з Ха Сок Чжіном) («Ваш помічник по дому») | Номінація | [ 40 ]        |
| Премія KBS драма                     | 2020 | Найкраща нова акторка                                                            | «Домашня історія кохання»                       | Перемога  | [ 15 ]        |
| Премія корейської культури та розваг | 2022 | Нагорода за високу майстерність (акторки)                                        | «Двадцять п’ять, двадцять один»                 | Перемога  | [ 41 ]        |
| Премія корейської драми              | 2022 | Найкраща нова акторка                                                            | «Двадцять п’ять, двадцять один»                 | Перемога  | [ 42 ]        |
| Премія корейського першого бренду    | 2019 | Нагорода «Жіноча айдол-акторка»                                                  | Бона                                            | Перемога  | [ 43 ]        |
| Премія корейського першого бренду    | 2020 | Найкраща айдол-акторка                                                           | «Домашня історія кохання»                       | Перемога  | [ 44 ]        |